# Vsevolod Meyerhold

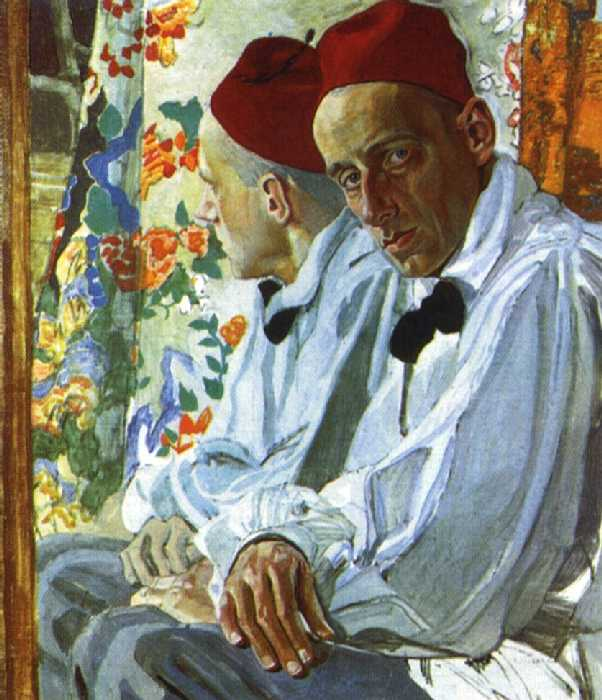
Aleksandr Golovin, Portret van de regisseur V.E. Meyerhold, 1917

Vsevolod Emiljevitsj Meyerhold (Russisch: Всеволод Эмильевич Мейерхольд, Vsevolod Emiljevitsj Mejerchold; Duits: Karl Theodor Kasimir Meyerhold) (Penza, 10 februari [OS 28 januari] 1874 - Moskou, 2 februari 1940) was een Russische regisseur, acteur en producent.

## Leven
Meyerhold werd geboren in Penza als jongste kind in een welgesteld, groot gezin. Zijn vader was Russisch en zijn moeder Duits. Hij kreeg les van Vladimir Nemirovitsj-Dansjenko, een Russische theaterdirecteur, theaterproducent en toneelschrijver. Meyerhold werd een beroemd Russisch theaterleider en regisseur. Hij maakte zijn debuut als acteur bij Konstantin Stanislavski, Hij hield, in tegenstelling tot Stanislavski, niet van realisme maar van experimenteel theater. In 1906 en 1907 begon hij bij het theater van Stanislavski met zijn experimentele ideeën. Geen van zijn toneelstukken werd opgevoerd, omdat ze Stanislavski niet bevielen. Meyerhold was een aanhanger van de Russische revolutie. 

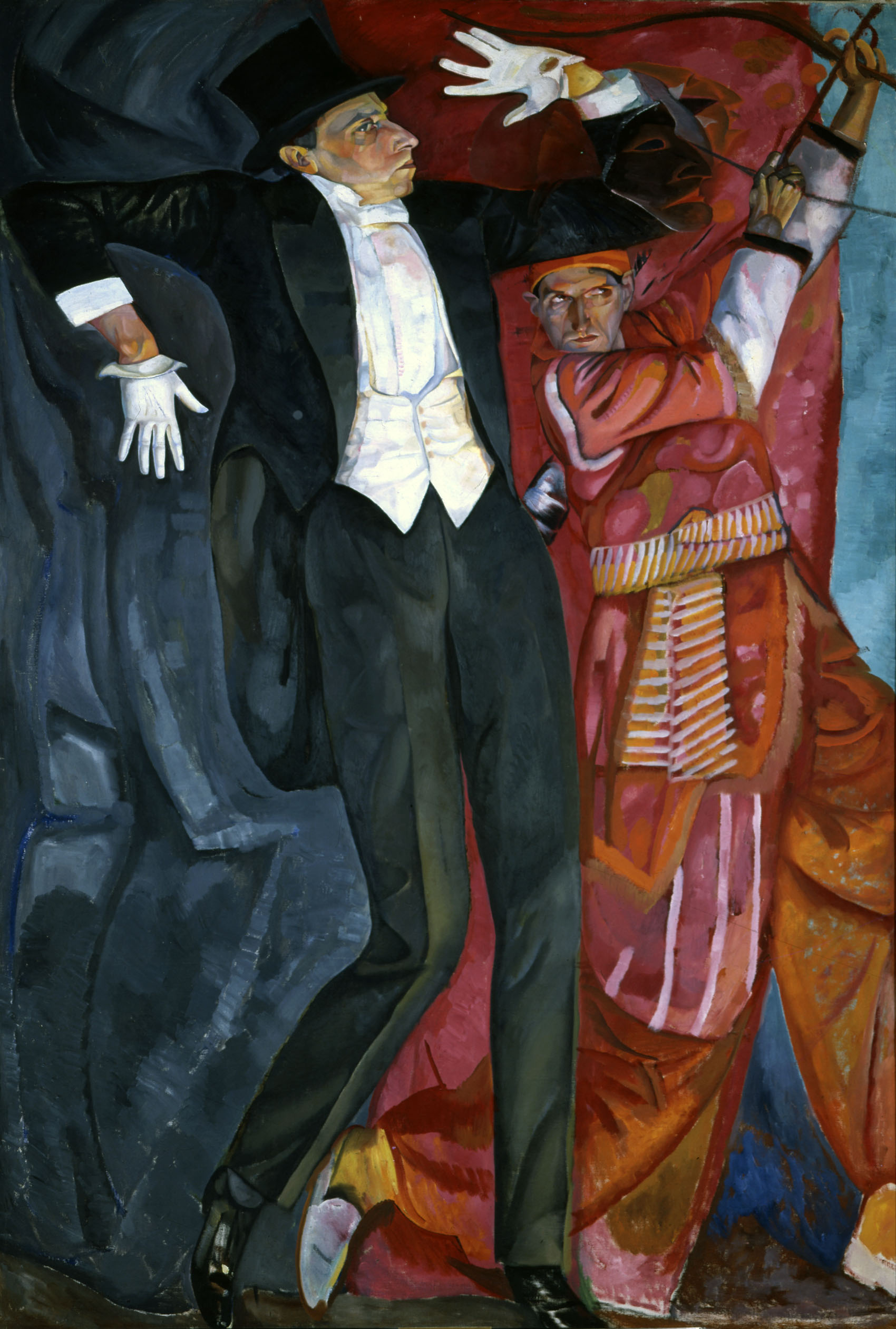
Vsevolod Meyerhold door Boris Grigorjev, 1916

Hij behoorde tot de intellectuele bovenlaag die de mens wilde hervormen: alle burgerlijke gedachten moesten worden afgebroken. Uit die puinhoop moesten nieuwe mensen worden opgebouwd die aan de basis van de communistische heilstaat zouden staan. Meyerhold was een tegenstander van het naturalisme op het toneel, hij wilde dat het publiek zich realiseert dat wat op het toneel gebeurt, niet echt is. De spelers verplaatsen, als dat nodig is, zelf een trap of klappen een wand neer als onderdeel van hun spel. Verkleden is ook niet nodig, alle acteurs dragen eenzelfde kostuum. 
Een belangrijke regie van Meyerhold was 'Le Cocu Magnifique" ('de bedrogen echtgenoot') van de Vlaamse auteur Fernand Crommelynck. Het decor, ontworpen door Ljoebov Popova, bestond uit een bouwwerk met trappen, verhogingen en bewegende katrollen en liften. Het decor kan zowel een huiskamer, een werkplaats of een straat zijn.

## Liefdesleven
Meyerhold trouwde met zijn eerste vrouw, Olga Munt, in 1896. Samen kregen ze drie dochters. Tijdens zijn studie ontmoette hij de actrice Zinaida Reich. Ze werden verliefd en Meyerhold scheidde van zijn vrouw. Zinaida Reich was gescheiden en had al twee eigen kinderen. Ze trouwden rond 1923.

## Biomechanica
Arbeid stond in Rusland in hoog aanzien nadat de revolutie de ‘werkende klasse’ aan de macht gebracht had. Meyerhold wilde daarom geen onderscheid maken tussen kunstenaars en arbeiders. Hij raadde zijn spelers aan zich net zo efficiënt te bewegen als fabrieksarbeiders aan de lopende band. Om die efficiëntie te verhogen, kregen zijn spelers lessen biomechanica. Tijdens de lessen werd het menselijk lichaam getraind om mechanisch te bewegen als een machine. De bedoeling was dat het geheel er atletisch en robotachtig uitziet. Het lichaam van de speler was eerder materiaal dan een middel tot expressie.

## Constructivisme
De kunst van het theater maken was volgens Meyerhold het constructivistisch. Hij legde de nadruk op niet-naturalistisch spel en geabstraheerde, industrieel ogende decors. Constructivisme is de natuurlijke ontwikkeling van de neiging tot abstractie en de zoektocht naar nieuwe methoden van artistieke voorstelling. Deze stroming is kenmerkend voor het vroeg-twintigste-eeuwse Rusland. Het was van 1917 tot 1921 de officiële kunststroming van de Russische Revolutie.
Het constructivisme eist van de kunstenaar dat hij een ingenieur wordt. De kunst moet een wetenschappelijke basis hebben en voortkomen uit de organisatie van zijn materiaal, zijn vaardigheid om zijn lichaam goed te gebruiken. Om dat te bereiken moet zijn lichaam getraind worden en moet hij het 'mechaniek' van zijn lichaam kennen. Gymnastiek, acrobatiek, dans, ritme, boksen en schermen zijn alle nuttig in dienst van de biomechanica. Dat is het hoofdvak voor iedere constructivistische toneelspeler.

## Het einde
In 1920 kreeg Meyerhold de opdracht het toneel in Rusland te hervormen. Toen het socialistisch realisme opkwam, begon de bevolking hem steeds minder te waarderen. Uiteindelijk werd hij in 1939 gearresteerd omdat Jozef Stalin tegen alle avant-garde en experimentele kunst was. Hij werd gevangengezet, gemarteld en gedood.
- Bibsys: 90073322
- Biblioteca Nacional de España: XX967740
- Bibliothèque nationale de France: cb11915455n (data)
- Catàleg d'autoritats de noms i títols de Catalunya: 981058525750506706
- CiNii: DA01661198
- Digitale Bibliotheek voor de Nederlandse Letteren: meye078
- Gemeinsame Normdatei: 118641050
- International Standard Name Identifier: 0000 0000 8150 725X
- Library of Congress Control Number: n50029001
- Nationale Bibliotheek van Letland: 000052069
- Bibliotheek van het Japanse parlement: 00621117
- Nationale Bibliotheek van Tsjechië: jn19990216125
- Nationale bibliotheek van Australië: 35345277
- Nationale Bibliotheek van Israël: 987007265246305171
- Nationale Bibliotheek van Polen: a0000001181422
- Nationale en Universitaire bibliotheek Zagreb: 000179119
- Nederlandse Thesaurus van Auteursnamen: 068887973
- Réseau des bibliothèques de Suisse occidentale: 02-A000112777
- Istituto Centrale per il Catalogo Unico: IEIV000637
- LIBRIS: 195215
- SNAC: w6sf2zn9
- Système universitaire de documentation: 027753700
- Trove: 919680
- Union List of Artist Names: 500120764
- Virtual International Authority File: 71394940
- WorldCat: E39PBJmxXgPTqmp77FhBym8XBP